# Marcantonio Giustinian

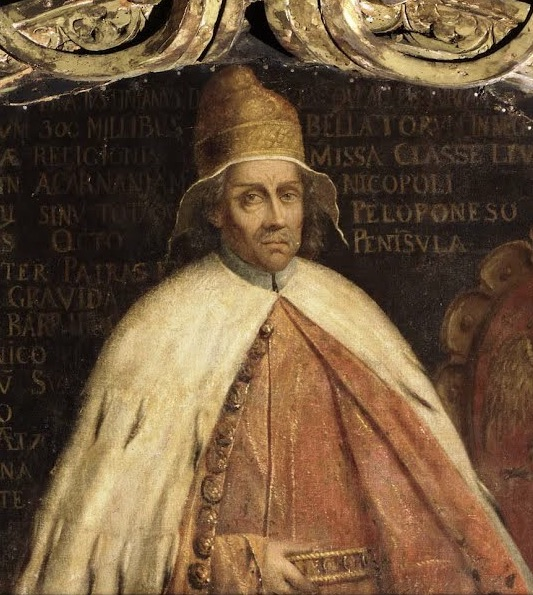
Sebastiano Bombelli: Porträt des Dogen aus dem Jahr 1688

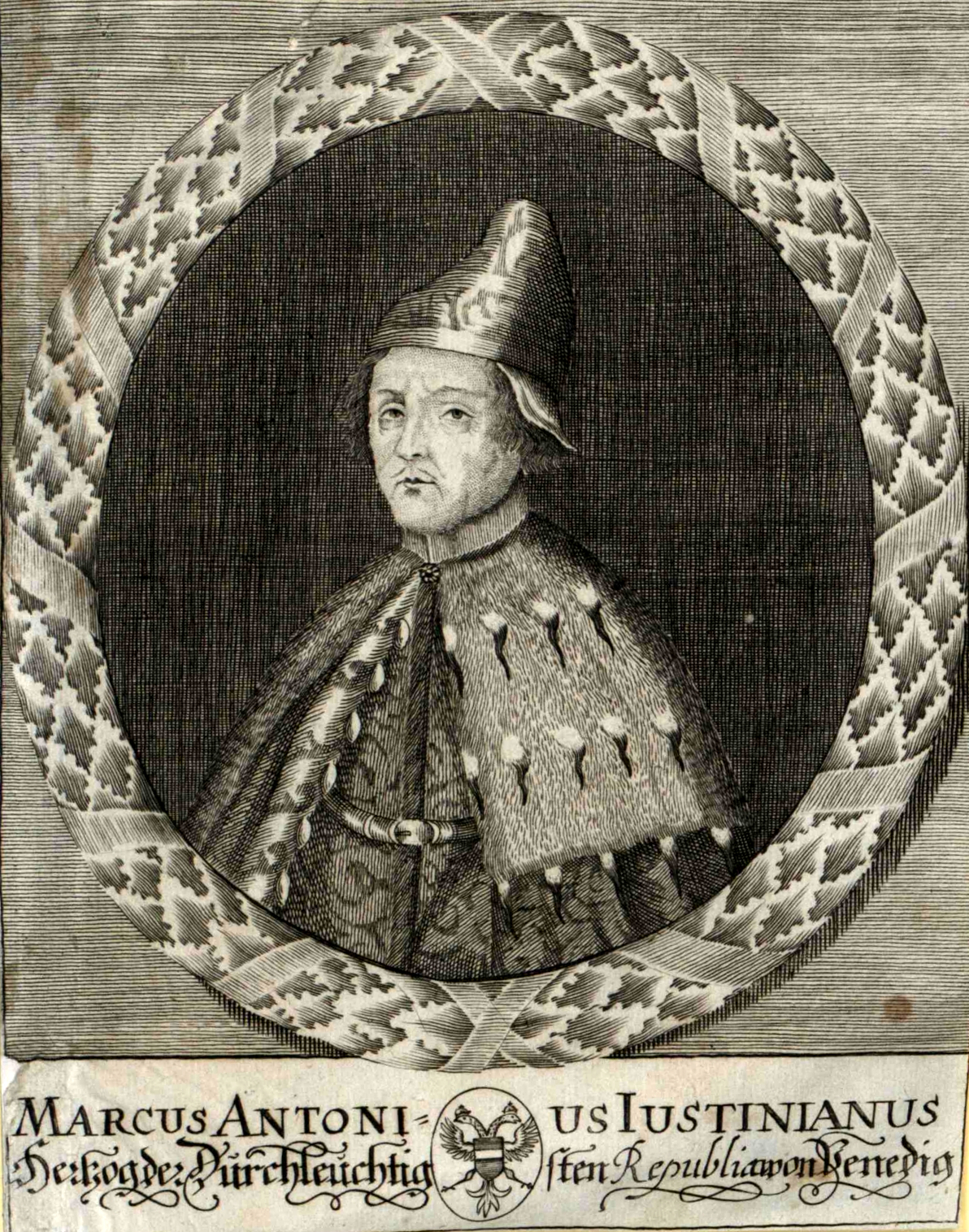
Johann Azelt (1654–1692): „Marcus Antonius Iustinianus“, Stich von 1688

Marcantonio Giustinian, auch Marc Antonio (* 2. März 1619 in Venedig; † 23. März 1688 ebenda), war, folgt man der Zählweise der staatlich gesteuerten Geschichtsschreibung der Republik Venedig, ihr 107. Doge. Er regierte von seiner Wahl am 26. Januar 1684 bis zu seinem Tod knapp vier Jahre und zwei Monate.
Giustinian war sprachgewandt, gebildet und hatte an der Universität Padua studiert. Bei der politischen Betätigung überließ er das Feld lange seinem Bruder Girolamo, musste sich nach dessen frühem Tod aber selbst um Zugang zu den üblichen Ämtern bemühen. Auch wenn er fünf Jahre Botschafter in Paris war, und sich dabei bemühte, Kräfte für den Schutz der venezianischen Insel Kreta zu mobilisieren, so gelang ihm doch erst Ende der 1670er Jahre der Zutritt zum inneren Machtzirkel der Republik. Nach seiner überraschenden Wahl zum Dogen konnte man noch hoffen, gegen die Osmanen zu bestehen, die 1683 vor Wien geschlagen worden waren; im Süden Griechenlands gelang, maßgeblich unter Führung von Giustinians Nachfolger Francesco Morosini, eine Zeit lang die Rückeroberung größerer Gebiete, deren Verlust Giustinian nicht mehr erlebte.

## Familie

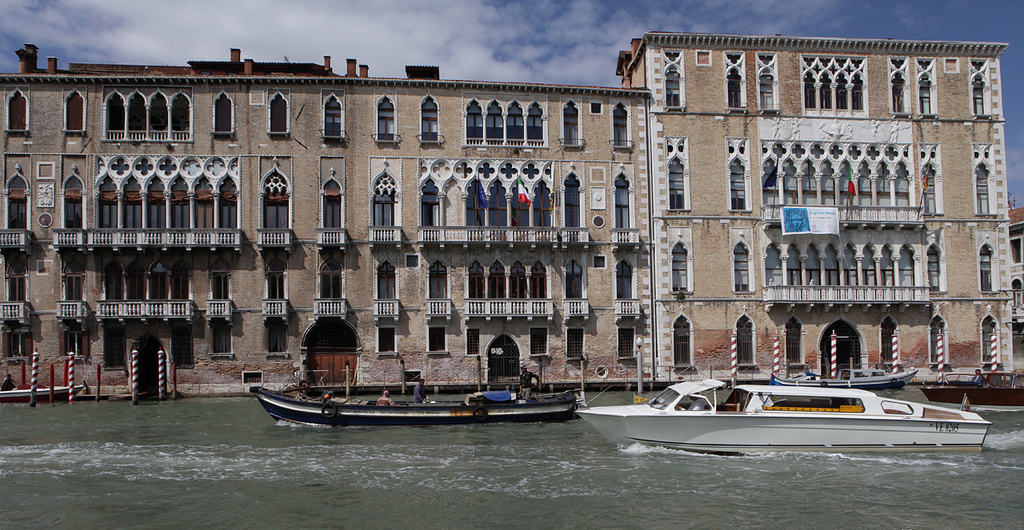
Die Case Foscari und Giustinian am Canal Grande

Marcantonio war der vierte von sechs Söhnen des Pietro und der Marina Giustinian, die aus zwei unterschiedlichen Zweigen der Familie Giustinian stammten, daher ihre genauere Benennung als Marina Giustinian di Daniele di Antonio „dei vescovi“. Beide Familien residierten in benachbarten Palästen in der Kirchengemeinde San Barnaba. Die väterliche Linie besaß zudem Villen in Fiesso, am Brenta, sowie in Roncade im Trevigiano, also im Umland der Stadt Treviso. Daher rührt wohl der böse Beiname „budelle d'oro“, ‚Goldene Eingeweide‘.
Hauptsitz der Familie war der weiträumige Palazzo Giustinian am Canal Grande, in dem Richard Wagner Musik für seine Opern Tristan und Isolde und Parsifal komponierte. Marcantonio Giustinian war nie verheiratet.
In der späten, legendären Überlieferung führte sich die Familie auf Kaiser Justinian I. und Justinian II. sowie auf die römischen Familien der Anicier und der Flavier zurück. Von Konstantinopel gingen demnach die Giustinian nach Istrien, wo sie Iustinianopolis (Capodistria, heute Koper) gründeten. In jedem Falle zählten die Giustinian zu den ältesten Familien Venedigs.

## Leben

### Ausbildung in Padua und Paris
Giustinian war ein frommer und gebildeter Mann, der Latein, Griechisch und Hebräisch beherrschte. In Padua hörte er bei Fortunio Liceti (1577–1657) und Lelio Mancino. In Paris vervollkommnete er seine Kenntnisse in den Jahren 1641 bis 1644. Sein Bruder Girolamo (1611–1656) war dort Botschafter.

### Ämter, Botschafter in Frankreich

#### Erste Ämter (1644–1647)
Nach dem Studium der Philosophie, Theologie und Geschichte an der Universität Padua, wie für einen Patrizier üblich ohne Abschluss, bekleidete Marcantonio Giustinian verschiedene öffentliche Ämter. Wie die meisten jungen Patrizier, so begann er seine Laufbahn mit einer Beschäftigung als Savio agli Ordini – jeweils im Halbjahr April bis September 1644 und 1645. Am 17. April 1647 wurde er zum Governatore di galera gewählt, ohne jedoch Erfahrung im Bereich der Seefahrt und der Galeeren aufweisen zu können. Diese Wahl hing mit dem Krieg um Kreta zusammen, der 1645 begonnen hatte, und der sich bis 1669 hinzog. Danach blieb er ein Jahrzehnt lang der Politik fern, während Girolamo als Botschafter in Spanien, im Reich und in Rom fungierte.
1656 starb jedoch Girolamo, ebenso wie ein weiterer Bruder, Francesco, der einzige der Söhne, der geheiratet hatte. Doch waren dessen Kinder noch sehr jung. Dieser doppelte Verlust zwang die Familie, ihre Strategie neu zu überdenken, den Söhnen neue Rollen zuzuweisen.

#### Neue Familienstrategie, Magistraturen (1656–1664)

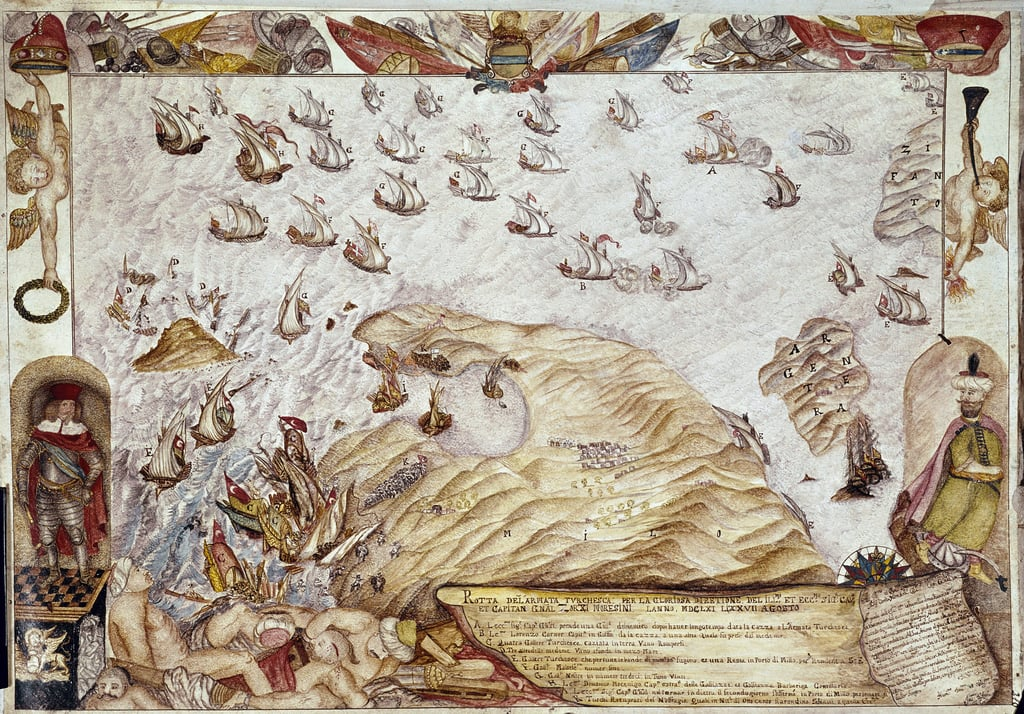
Seeschlacht zwischen osmanischen und venezianischen Schiffen, Darstellung von 1662 in der Biblioteca Marciana

Marcantonio musste sich nun der Politik öffnen. Dem seinerzeitigen Saviato agli Ordini waren nicht die sonst üblichen Saviati di Terraferma und del Consiglio gefolgt, die sonst den Zugang zum Collegio ebneten, und damit zum Machtkern. So konzentrierte er sich auf eher technische Magistrate, vor allem solche, bei denen die Finanzen eine Rolle spielten. Von Juli bis Oktober 1656 war er also Depositario del Banco Giro, um dann erst wieder vier Jahre später als Provveditore alle Biave aufzutreten, nämlich vom 13. März 1660 bis zum 12. Juli 1661. Dabei war er mit der Versorgung Venedigs mit Getreide, vor allem Weizen betraut, aber auch mit der Verwaltung der dazu nötigen Depositen. Zu dieser Zeit war der Krieg um die Insel Kreta gegen die Osmanen noch in vollem Gange. Daher war die Versorgung der Mannschaften mit Schiffszwieback (biscotti) extrem wichtig und erforderte erhebliche finanzielle Mittel. Giustinian gelang es mit naturwissenschaftlichen Methoden Betrügereien der pistori nachzuweisen, der reich gewordenen Feilbäcker, die verurteilt wurden.
Ab dem 2. November 1661 war er zwei Jahre lang einer der sieben Esecutori delle deliberazioni del Senato, Exekutoren der Senatsberschlüsse. 1663 bis 1664 war er einer der beiden Männer, die den Provveditori sopra Danari zur Unterstützung beigegeben wurden, ab dem 26. Juli 1664 zählte er zu den Conservatori delle Leggi.

#### Botschafter in Paris (1664/65–1669)
Schließlich wurde er am 6. August 1664 zum Botschafter in Frankreich gewählt. Dort kam er allerdings erst im November 1665 an. Nach Paris begleitete ihn sein jüngerer Bruder Giovanni. In Ludwig XIV. sah Giustinian den mächtigsten König Europas. Als er am 6. Februar 1669 seine relazione, seinen Abschlussbericht, vor dem Senat hielt, forderte er implizit dazu auf, das merkantilistische System des Ministers Colbert auch für Venedig zu prüfen.

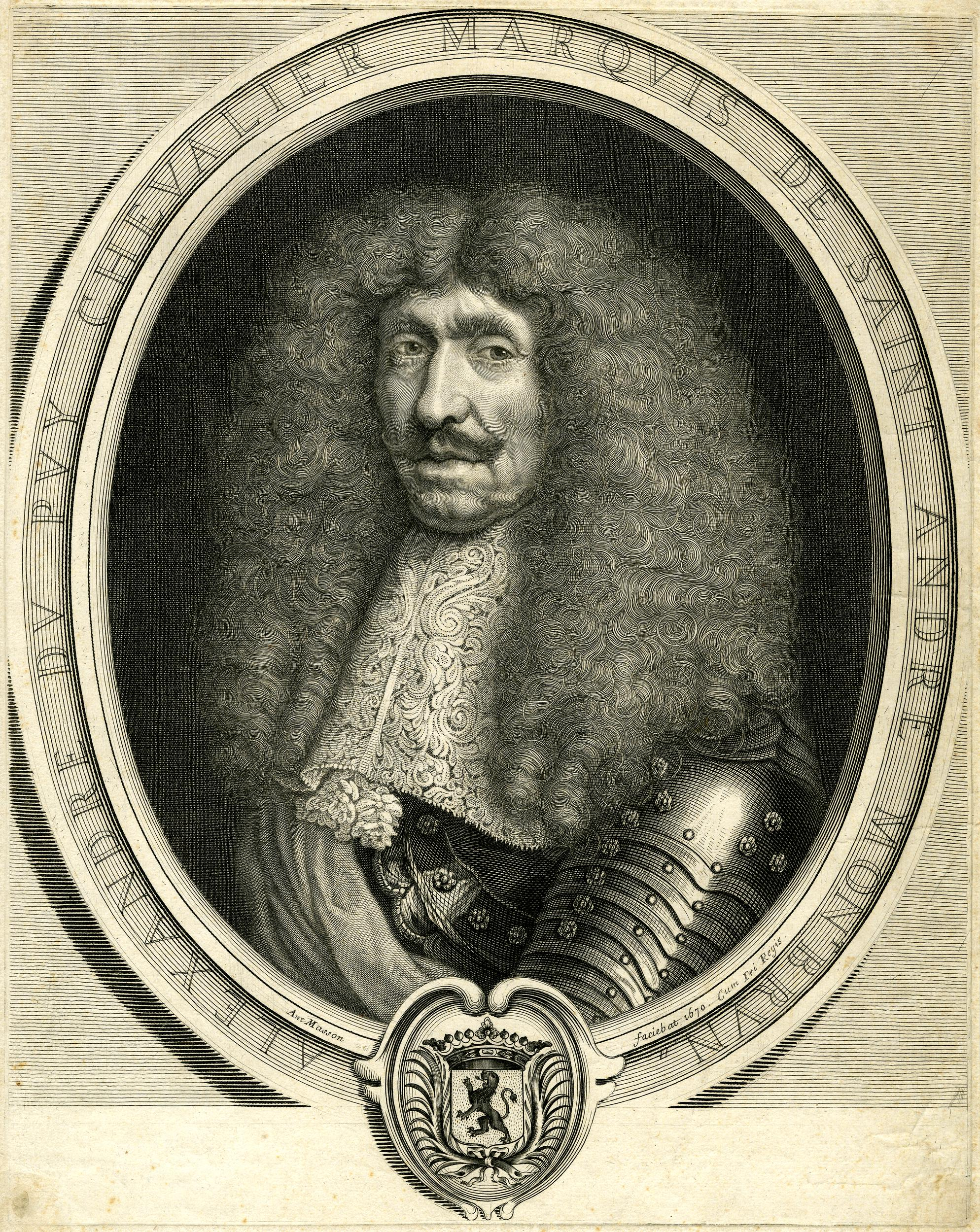
Als Botschafter gelang es Giustinian, den erfahrenen Militär Alexandre Dupuy de Montbrun (1600–1673) für den Kampf um Kreta zu gewinnen, das die Osmanen seit 1645 versuchten zu erobern, hier in einem Stich von 1654

Drängender jedoch wurde nun der Krieg um den Besitz Kretas. Die Osmanen verstärkten ihre Bemühungen, und Giustinian versuchte am Pariser Hof alles, um Hilfstruppen zu erhalten. Doch dort war man mit dem Kampf um Flandern beschäftigt. Im Januar 1667 schreibt Giustinian daher resigniert: „Più facilmente il re spedirà venticinque mille huomini in Fiandra, che cinquecento a Candia“, der König schicke leichter 25.000 Mann nach Flandern, als 500 nach Candia. Der Krieg war weit entfernt und er dauerte bereits Jahrzehnte an.
Doch nun wendete sich überraschend das Blatt. Der Devolutionskrieg wurde nach dem Abschluss des Friedens von Breda zwischen England und Holland beendet. König Ludwig begann, den Mittelmeerraum mit anderen Augen zu sehen, und Ende April 1668 konnte Giustinian die Entsendung einer französischen Armee erwirken. Es gelang ihm zudem, die Entsendung des Militärexperten Alexandre Dupuy de Montbrun zu erwirken. In Candia traf am 21. November 1668 das französische Expeditionskorps unter der Führung von La Feuillade ein. Die Erfolge der Venezianer bei Candia hatten in Paris eine Euphorie ausgelöst. Trotz dieses diplomatischen Erfolges gelang es Giustinian weder, seine Amtszeit in Paris zu verlängern, noch Zugang zum venezianischen Collegio zu erhalten.

#### Weitere Magistraturen (ab 1670), im inneren Zirkel (ab 1678)
Daher kehrte er wieder in die ihm bereits bekannten Finanzmagistraturen zurück. So wurde er am 4. Oktober 1670 Inquisitore sopra i Dazi – Kreta war inzwischen verloren – dann am 14. Januar 1671 Deputato all'Affrancazione dei prò in Zecca, schließlich am 18. Mai Sindaco inquisitore in Terraferma. Bei letzterem Posten war er einer von drei Adligen, die die Aufgabe hatten, die Verwaltungstätigkeit anderer Magistrate zu überprüfen. Mit seinen Amtskollegen Antonio Barbarigo (später ersetzt durch Girolamo Corner) und Michele Foscarini unterstützte und, wenn nötig, verurteilte er die Tätigkeit der wichtigsten Rektoren – eine äußerst strapaziöse und wohl auch frustrierende Aufgabe, die Giustinian von 1672 bis 1675 ausübte. Bald erkrankte er in Bergamo und Rovigo. Trotz seiner Erfolge gelang es Giustinian immer noch nicht, in den inneren Kreis vorzustoßen.
Doch 1678 wurde er in den Rat der Zehn gewählt (Oktober 1678 bis September 1679), dann zum Consigliere ducale im Februar 1681 – damit saß er im entscheidenden Beratergremium. Dort übte er sein Amt bis Januar 1682 aus, um zugleich von August bis September 1681 Inquisitore di Stato zu sein. Correttore della Promissione ducale wurde er 1676, er befasste sich also mit der Überarbeitung des Amtseids, den jeder Doge zu leisten hatte, dann wurde er Provveditore sopra Monasteri von 1677 bis 1678 und erneut 1683. Damit überwachte er, auch wenn die Amtsbezeichnung alle Klöster beinhaltete, vorrangig die Nonnenklöster.
In diesen Positionen entglitt ihm wieder der Zugriff auf den innersten Machtzirkel, ebenso wie als Angehöriger des Collegio delle pompe (1677–1679 und 1683–1684), dann Revisore e regolatore dei Dazi (1679–1681 und 1682), Provveditore alle Miniere (1679–1680 und 1683–1684), Inquisitore all'Arsenale (1680) sowie Sopraprovveditore alla Sanità (1682–1683) oder Provveditore in Zecca (1683–1684). Der Kampf gegen Verschwendung, die Handelsabgaben, der Bergbau, das Arsenal und die Bekämpfung von Epidemien, all dies waren konfliktträchtige Felder, die jedoch wenig geeignet waren, seinen Aufstieg zu befördern.
Vor diesem Hintergrund war zwar erkennbar, dass er höchsten Anforderungen gewachsen war, aber auch zahlreiche Einzelinstitutionen und ihr Umfeld aus eigener Erfahrung kannte, dennoch kam seine Wahl zum Dogen gleich im ersten Wahlgang völlig überraschend.

#### Wahl zum Dogen (1684)
Nach diesem Wahltag, dem 26. Januar 1684, war er versucht, Mönch im Kloster San Giorgio zu werden, nahm jedoch das höchste Staatsamt schließlich an. Für ihn sprachen durchaus seine Verdienste, auch die seines Bruders Girolamo im Botschafterdienst, seine Fähigkeit, Begeisterung für den bevorstehenden Kampf gegen die Osmanen zu wecken, hinzu kam sein Eintreten für die antiosmanische Heilige Liga. Hinzu kam, dass sich die übrigen Großfamilien nicht auf einen gemeinsamen Kandidaten hatten einigen können.

### Das Dogenamt

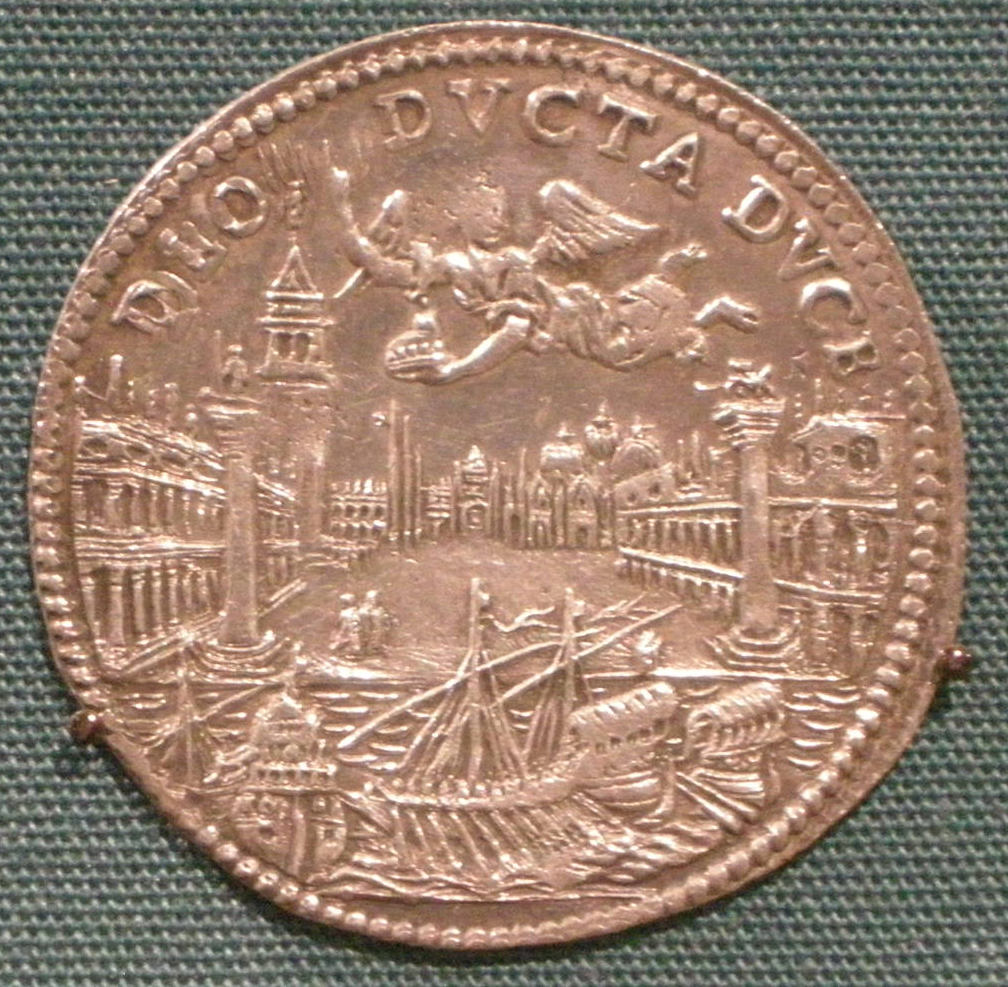
Unter Giustinian 1684 geprägte Medaille, eine Osella

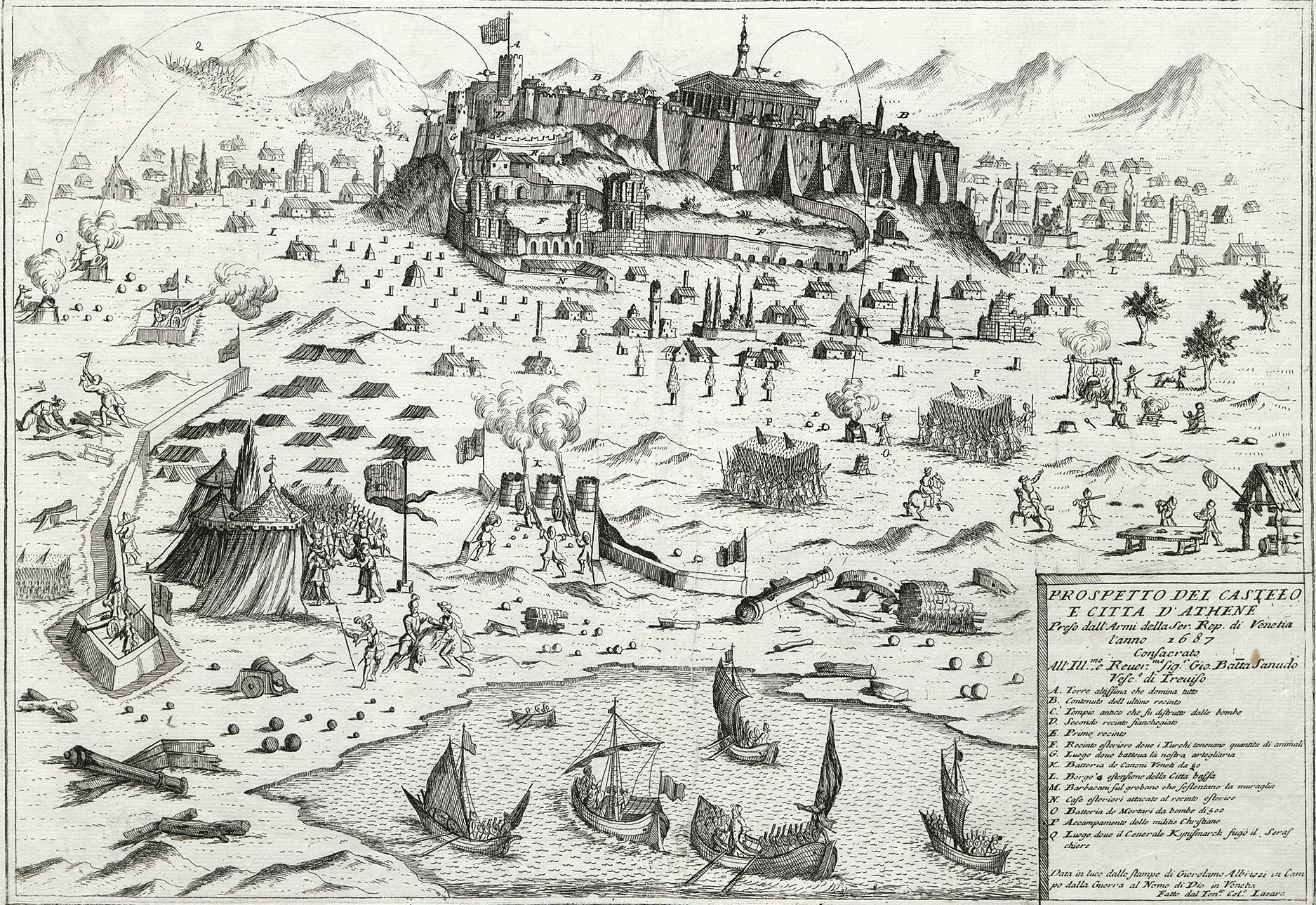
Venedigs Flotte belagert 1687 die Athener Akropolis

Dem neuen Dogen waren nur wenige Jahre beschieden, die zudem im Schatten seines Nachfolgers standen, dem überraschende militärische Erfolge gelangen. Nach seiner feierlichen Inthronisation zelebrierte man nämlich ausgiebig die Siege Venedigs gegen die Osmanen durch den Generalkapitän Francesco Morosini mit Dankgottesdiensten, Festen, Tänzen und Stadtbeleuchtungen, bei deren phantasievoller Ausstattung sich besonders die jüdischen Organisatoren aus dem Ghetto auszeichneten.
Für Giustinian war jeder Anlass gut für ein Fest, das mit einem Te Deum in der Kirche begann und mit einem Bankett fortgesetzt wurde, das er ebenfalls mit einem Te Deum einleitete, was ihm bald den Spitznamen il doge del Te Deum einbrachte. Ihren Höhepunkt fanden die Feierlichkeiten in der Wiedereinweihung der kleinen Kirche San Nicolò im Dogenpalast, die in kürzester Zeit von den darin untergebrachten Büros geräumt worden war. Der Doge soll sich mit dem Gedanken getragen haben, von seinem Amt zurückzutreten, doch sah er ein, dass, wenn es Gottes Plan war, ihn zum Dogen zu erheben, er nicht gegen dessen Willen abtreten konnte. Papst Innozenz XI. soll ihn jede Woche gesegnet haben.

## Tod und Begräbnisstätte
Giustinian starb innerhalb kurzer Zeit, nachdem er die Litanei rezitiert hatte, am 23. März 1688. Er wurde gemäß seinem Wunsch in San Francesco della Vigna begraben, allerdings nicht in der Kutte eines Kapuziners, die zu tragen er sich nicht für würdig befand, sondern in einem einfachen Umhang und ohne Pomp.

## Werke

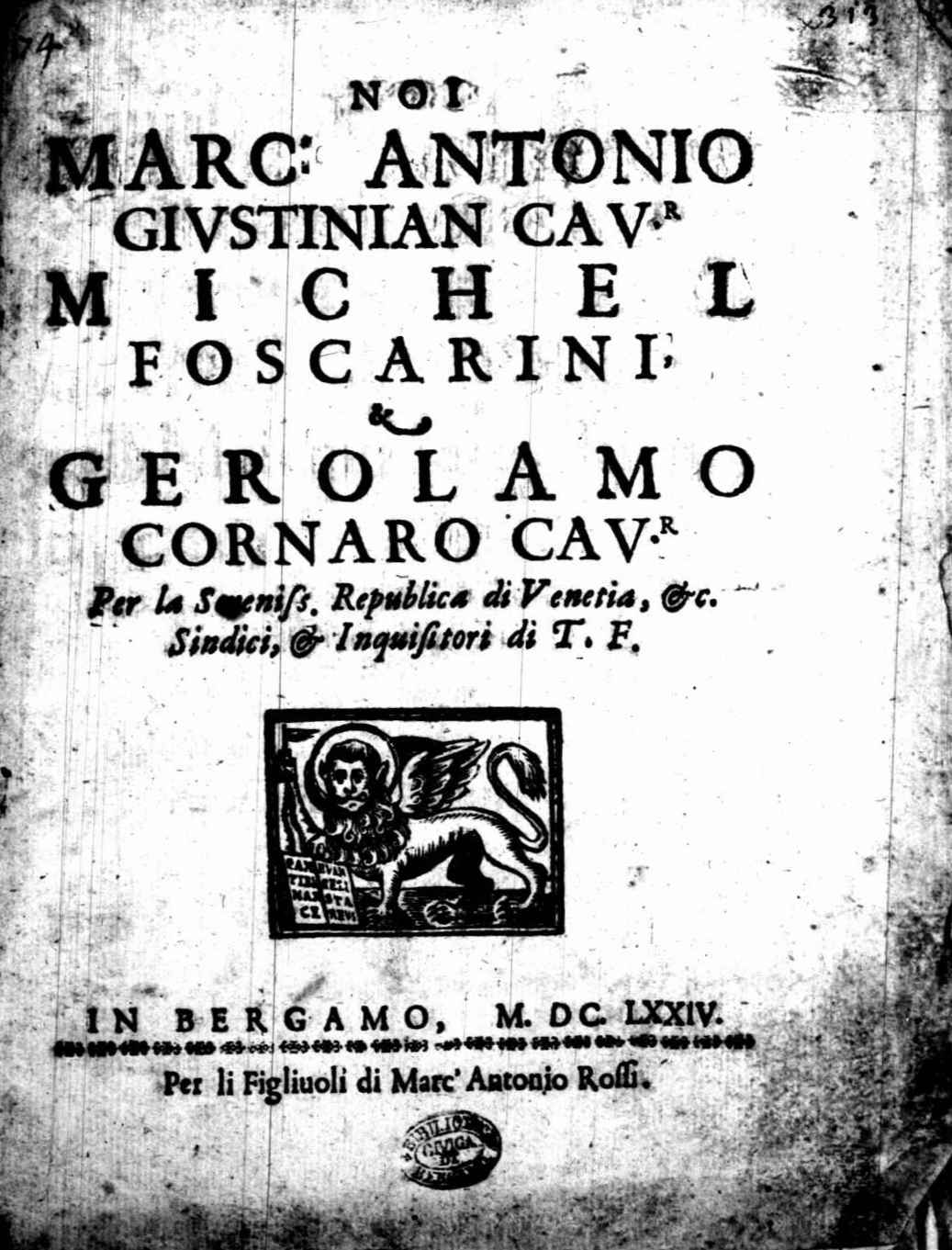
Marcantonio Giustinian, Michele Foscarini und Gerolamo Cornaro, Ordini relativi alle paghe delle genti d'arme, 1674

- Ordini e terminationi nel proposito del territorio di Bergamo li 4 aprile 1673, Figliuoli di Marc'Antonio Rossi, Bergamo 1673. (Digitalisat)
- Ordini et regole fatte per la Comunità de gl'Orzi Nuovi, Gio:Giacomo Vignadotti, Brescia 1673. (Digitalisat)
- Ordini, dichiarazioni e limitazioni in proposito di privilegi et esenzioni dai dazi nella città di Bergamo l'anno 1673, Gio:Giacomo Vignadotti, Brescia 1673. (Digitalisat)
- Ordini et regole fatte per il territorio di Brescia|volume, Gio:Giacomo Vignadotti, Brescia 1674. (Digitalisat)
- Ordini et regole fatte per la Comunità di Lonato, Gio:Giacomo Vignadotti, Brescia 1674. (Digitalisat)
- Ordini relativi alle paghe delle genti d'arme, Figliuoli di Marc'Antonio Rossi, Bergamo 1674. (Digitalisat)
- Ordini e terminazioni stabilite in proposito dei notai e coadiutori del Palazzo, Bergamo, 1673, Nachdruck Fratelli Rossi, Bergamo 1732. (Digitalisat)